# BareNaked
Barenaked è il quarto e ultimo album in studio della cantante e attrice Jennifer Love Hewitt. È stato pubblicato l'8 ottobre del 2002. L'album ha raggiunto la posizione nº9 nella Top 100 chart australiana e nº37 nella Billboard 200. Barenaked ha lanciato due singoli, Barenaked e Can I Go Now, e una cover di Kris Kristofferson di Me and Bobby McGee. Nelle edizioni britanniche e giapponesi dell'album è inclusa una bonus track dal titolo Just Try, pubblicate in precedenza come il b-side di Can I Go Now.

## Tracce
1. BareNaked (Brooks, Eres, Hewitt, Swinford) – 3:42
2. Can I Go Now (Brooks, Brown, Stevens) – 3:36
3. You (Brooks, Hewitt) – 3:41
4. Hey Everybody (Brooks, Brown, Hewitt) – 4:07
5. Where You Gonna Run To? (Brooks, Goldo, Hewitt) – 3:33
6. I Know You Will (Brooks, David Darling, Hewitt) – 3:18
7. Rock the Roll (Brooks, Goldo, Hewitt) – 3:44
8. Stand in Your Way (Brooks, Brown, Peiken) – 4:13
9. First Time (Brooks, Erez, Goldo, Swinford) – 3:49
10. Stronger (Hewitt) – 3:21
11. Avenue of the Stars (Brooks, Goldmark, Hewitt, Sax) – 4:06
12. Me and Bobby McGee (Fred Foster, Kris Kristofferson) – 3:34
13. Just Try [*] (Brooks, McKnight) – 3:44

* bonus track disponibile per il mercato giapponese

## Formazione
- Jennifer Love Hewitt - voce
- Andrew Boston - DJ
- Dustin Boyer - chitarra
- Meredith Brooks - chitarra acustica, chitarra elettrica, cori
- Livingstone Brown - basso elettrico, tastiera, chant
- Chris Canute - percussioni
- Goldo - tastiera, voce
- Glen Holmen - basso
- Abe Laboriel Jr. - batteria
- Michael Parnell - tastiera
- Carolyn Perry - cori
- Darlene Perry - cori
- Sharon Perry - cori
- Rose Stone - cori
- Emerson Swinford - chitarra acustica

## Produzione
- Produttori: Meredith Brooks, Gregg Alexander
- Ingegneri del suono: Meredith Brooks, David Cole, Dave Darling, Goldo, Brad Haehnel, Phil Kaffel, Jeff Peters
- Mixaggio: Livingstone Brown, Brad Haehnel, Richard Travali
- Mastering: Chaz Harper
- Digital editing: Meredith Brooks, Andy Goldmark, Goldo, Michael Parnell
- Programmazione: Livingstone Brown, Dave Darling, Goldo
- Arrangiamenti: Dustin Boyer, Chris Canute
- Direzione artistica: Nick Gamma, Jackie Murphy
- Design: Nick Gamma, Jackie Murphy
- Fotografia: Anthony Mandler
- Trucco: Agostina Lombardo

## Classifiche
Album - Billboard (North America)
| Anno | Classifica        | Posizione |
| ---- | ----------------- | --------- |
| 2002 | The Billboard 200 | 37        |

Singoli - Billboard (North America)
| Anno | Singolo      | Classifica        | Posizione |
| ---- | ------------ | ----------------- | --------- |
| 2002 | BareNaked    | Adult Top 40      | 31        |
| 2002 | BareNaked    | Top 40 Mainstream | 35        |
| 2003 | Can I Go Now | Top 40 Mainstream | 21        |